# Teodomiro (conde)
Teodomiro (em latim: Theodomirus) ou Tudemir (em árabe: ثيوديمير; romaniz.: Tudmir) foi um conde visigótico do século VIII ativo na zona ao redor de Múrcia nos últimos anos do Reino Visigótico e por vários anos após a conquista pelo Califado Omíada. Controlou sete cidades no sudeste da Hispânia, citadas no Pacto de Teodomiro, que foi preservado pelo historiador andalusino ibne Adari no século XIII:  Oriola, Valentila (possivelmente Valência), Alicante, Mula, Bigastro, Eia ( provavelmente Ojós) e Lorca.
Em algum momento, provavelmente durante o reinado conjunto de Égica (r. 687–702) e Vitiza (r. 694–710), uma frota bizantina invadiu as costas do sul da Hispânia e foi afastada por Teodomiro. A datação desse evento é contestada: pode ter ocorrido como parte da expedição de Leôncio para aliviar Cartago, então sob ataque dos árabes, em 697; talvez mais tarde, por volta de 702; ou talvez até mais tarde no reinado de Vitiza. O que é quase universalmente aceito é que foi um incidente isolado relacionado a outras atividades militares (provavelmente contra os árabes) e não uma tentativa de restabelecer a província da Espânia, perdida nos anos 620. Como E. A. Thompson afirma: "Não sabemos nada sobre o contexto desse evento estranho".
Após a derrota do rei Rodrigo na Batalha de Guadalete em 711 ou 712, Teodomiro resistiu aos árabes invasores, mas acabou sendo derrotado numa batalha campal e fez as pazes com o emir muçulmano Abdalazize ibne Muça. "O texto do tratado que assinou foi preservado em pelo menos três fontes separadas, incluindo um dicionário biográfico do século XIV, e é datado de 5 de abril de 713 (4 Rexebe 94 AH)." Permitia que os cristãos submetidos teriam suas vidas poupadas e poderiam continuar vivendo com suas famílias segundo seus costumes e praticando sua fé em suas igrejas, mas eram obrigados a prestar tributo per capita e a entregar quaisquer inimigos ao governo. O tributo consistia em um dinar, quatro medidas (ou juguefuis) de trigo, cevada, vinho e vinagre, além de duas de mel e óleo; e metade disso de escravos. Teodomiro manteve sua terra e sua autoridade local.
Teodomiro depois viajou para Damasco para ter seu tratado confirmado pelo califa. No entanto, não se sabe quanto tempo esse tratado durou na prática, se continuou até a morte de Teodomiro (que é registrada na Crônica de 754) ou depois, ou se foi interrompido antes. Seu destaque na região é testemunhado pelo número de nobres góticos posteriores na mesma região que tentaram reivindicar descendência dele. A própria região recebeu o nome comemorativo Tudemir pelos árabes. Teodomiro deixou um filho, Atanagildo, que foi descrito como muito rico pela Crônica, mas se era ou não seu sucessor é debatido por estudiosos. Se teve sucesso, o fez por volta de 740, mas seu destino é desconhecido e a região de Tudemir havia perdido sua independência nos anos 780.